# Marienkirche (Lubiń)

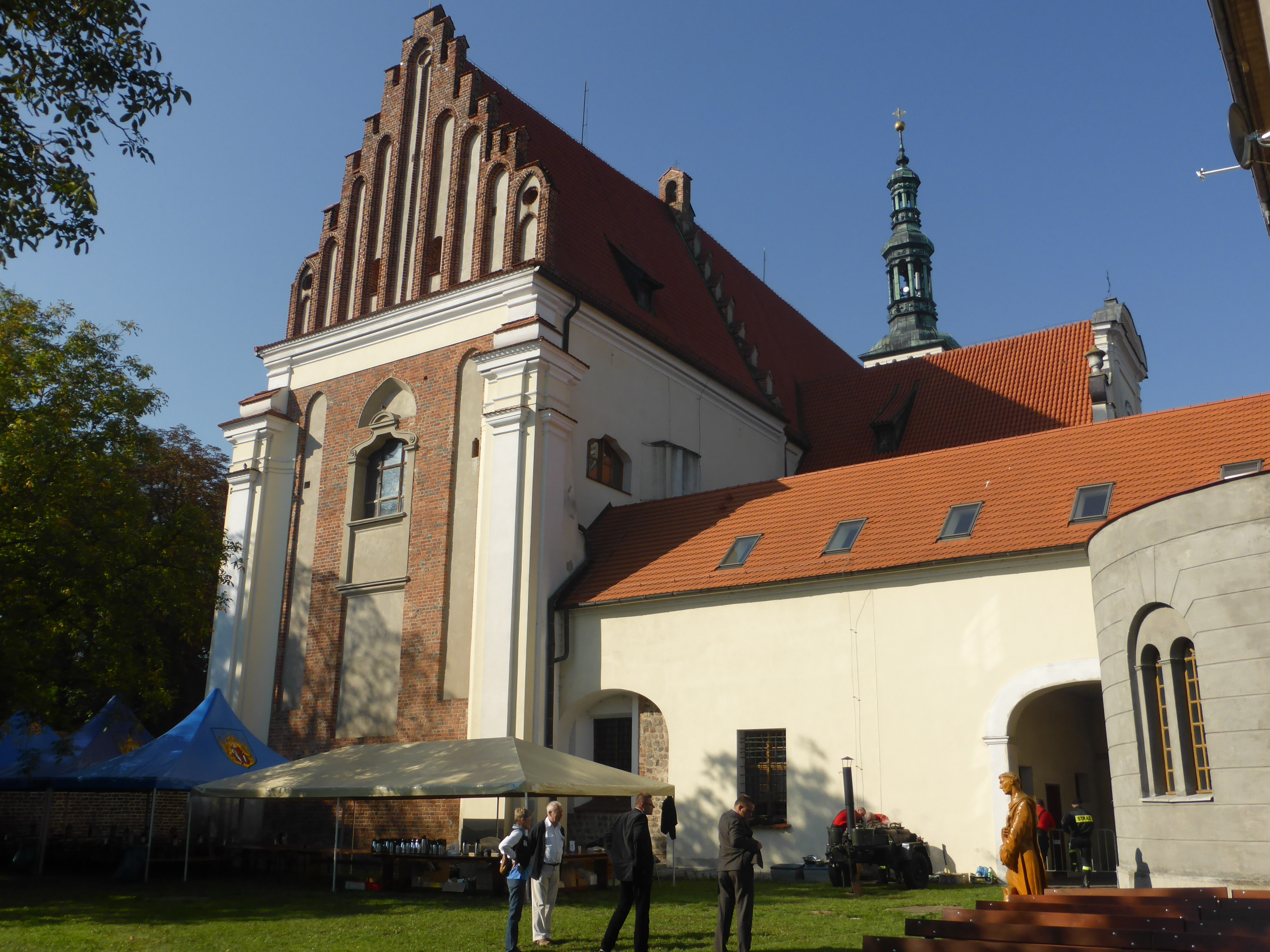
Marienkirche

Die Marienkirche ist eine römisch-katholische Kirche des Erzbistums Posen in Lubiń, Polen.

## Geschichte
Die Kirche entstand im 12. Jahrhundert als Klosterkirche der Benediktiner im Stil der Romanik. Ladislaus III. wurde hier begraben, seine Grabplatte ist in der Jesuskapelle erhalten. Im 14. Jahrhundert wurde die Kirche im gotischen Stil umgebaut, insbesondere wurde der Glockenturm hinzugefügt. Aus der Renaissance stammen einige Hochgräber der Äbte der damaligen Klosterkirche. Im 18. Jahrhundert wurde die Kirche unter anderem von Johann Georg Urbansky barockisiert. Einige Elemente stammen aus dem Rokoko. Die barocken Fresken am Gewölbe stammen von einem bayerischen Maler namens Gross und wurden in den Jahren zwischen 1730 und 1740 gefertigt. Im Rahmen des Kulturkampfes wurde das Kloster im Jahre 1834 aufgehoben aber 1923 kamen hier die Benediktiner zurück. 
Im Jahre 2009 wurde die Abtei per Erlass des Präsidenten zum Geschichtsdenkmal erklärt.